# Inktlint
Een inktlint is een lint dat als drager dient voor inkt. Het werd vanouds van stukken Makko gemaakt, geweven van Egyptisch garen, maar later gebruikte men zijden stoffen. Het komt er bij het lintweefsel komt aan dat lange vezels worden verwerkt: hoe langer de vezels zijn, hoe sterker het lint is. 
Een inktlint wordt gebruikt bij de mechanische schrijfmachine of rekenmachine. Daarbij gaat het lint vanaf de volle spoel via het gedeelte waar de letters op het papier slaan naar de lege spoel, totdat het hele lint is gebruikt en de tweede spoel die vol is. Soms moet dan het lint omgekeerd worden, door de lege spoel en de volle spoel te wisselen, of de machine doet dat automatisch. Op die manier werd het lint steeds hergebruikt. Vandaar ook de hoge eisen aan de stof voor een sterk lint. 
Inktlinten werden geproduceerd in verschillende breedten die konden variëren van 10 mm tot wel 35mm, waarvan het inktlint van 13 mm wel het meeste werd gebruikt en nog steeds wordt geproduceerd. De lengten variëren van twee tot acht meter. Sommige linten hadden twee kleuren. De meest voorkomende combinatie was zwart met rood, maar ook rood, violet en rood, blauw kwamen voor. Met de combinatie zwart boven en rood onder was het ook mogelijk rode letters of cijfers te schrijven. Er kwamen later ook correctielinten, die wit waren en een letter met een witte substantie konden overschrijven.  
De inktlinten werden in het verleden geproduceerd voor bepaalde merken schrijf- of rekenmachines. Bepaalde schrijf- of rekenmachine-fabrikanten lieten ook wel eigen inktlint-spoelen produceren waardoor er tientallen verschillende inktlintspoelen waren te verkrijgen. Een beroemde eind-19e-eeuwse inktlintenfabrikant was Underwood. Zij hadden Remington als goede klant. Toen de Remington-schrijfmachinefabriek overging tot eigen productie van inktlinten zei John Underwood: "dan gaan wij zelf onze schrijfmachines maken!" De Underwood-schrijfmachine werd een van de meest geproduceerde schrijfmachines in de 20e eeuw.
Het inktlint werd ook voor matrixprinters gebruikt. Daar wordt gebruikgemaakt van een behuizing waarin het lint zit opgevouwen. De uiteinden van het lint werden aan elkaar bevestigd, zodat het altijd door bleef draaien. Printers gebruiken tegenwoordig meestal inktpatronen, toner of, het qua houdbaarheid inferieure, thermische papier.